# Cycas angulata
Cycas angulata es una especie de cícada del género Cycas, nativa de Australia en el noreste del Territorio del Norte (tramo inferior de los ríos Foelsche, Robinson y cerca de Borroloola) y el noroeste de Queensland (Islas Bountiful).
Es la especie Cycas de Australia más grande, con tallos arborescentes y con frecuencia ramificados que alcanzan los 5 m (rara vez 12 m) de altura y entre 15 y 25 cm de diámetro. Los especímenes más viejos pierden las cicatrices de la base de la hoja y adquieren una apariencia más de tablero de ajedrez. Las hojas miden 1,1-1,7 m de largo, pinnadas con 180-320 folíolos, los folíolos 14-23 cm de largo y 4,5-6,5 mm de ancho, de color verde grisáceo a glauco; hay hasta 40 hojas en la corona. Los pecíolos de las hojas están armados con espinas en los individuos más jóvenes (de unos pocos milímetros de largo) y este rasgo se pierde en los individuos mayores.
Los conos femeninos son esporofilos de tipo abierto de 25 a 50 cm de largo, de color marrón, cada uno con 6 a 12 óvulos cada uno. La lámina es triangular y termina en una espina estrecha y afilada. Los conos masculinos son solitarios, erectos, de 20 a 25 cm de largo y 12 a 15 cm de diámetro.
El nombre deriva del latín angulatus, que se traduce como "angular", refiriéndose a la disposición de los folíolos en el pecíolo de la hoja.

## Cultivo
Ocasionalmente se cultiva como planta ornamental; las semillas están actualmente disponibles para los compradores.

## Como alimento
Los aborígenes australianos comían los granos similares a semillas de la palma de cícada debido al alto contenido de almidón de la semilla. Las semillas maduraron durante la estación seca, cuando escaseaban otros alimentos consumidos por los cazadores-recolectores nativos. Una gran arboleda representaba una gran fuente de alimento natural y sería explotada por varios grupos de bandas nativas. En su estado natural la semilla es altamente tóxica para los mamíferos. Los australianos reconocieron este peligro y respondieron con dos métodos. Quitaron las toxinas lixiviando con agua durante tres a cinco días y luego horneando el almidón; o permitieron que los granos fermentaran antes de cocinarlos y comerlos. Tenga en cuenta que los granos contienen carcinógenos y no se recomiendan para el consumo humano, incluso preparados con métodos tradicionales.